# Матхаузер, Зденек
Зденек Матхаузер (чеш. Zdeněk Mathauser; 3 июня 1920, Рудольфов — 27 мая 2007, Прага) — чешский русист, теоретик эстетики и литературовед. Связан с Пражским лингвистическим кружком. Преподаватель истории русской литературы на Философском факультете Карлова университета в Праге. Супруг специалиста по древнерусской литературе Светлы Матхаузеровой.

## Биография
Среднее образование получил в реальной гимназии им. Масарика в г. Пльзень, аттестат зрелости получил в 1939 г. После закрытия чешских вузов во время протектората до 1945 г. работал на железной дороге рабочим и позднее телеграфистом, далее дежурным по станции в Южной Богемии и два года в Баварии. В 1947 г. окончил Философский факультет Карлова университета по специальности философия и русская филология, в 1948 г. написал диссертацию по сравнительной феноменологии, посвященную проблеме воспитания в концепциях Гуссерля, Лосского и Беркли и получил степень доктора философии в 1949 г.. В 1949 г. в связи с политической обстановкой начал работать в гимназии в г. Ческе-Будеёвице, далее преподавателем философии и русской литературе на педагогическом факультете в том же городе. В 1953—1960 гг. преподавал историю русской литературы, теорию литературы и эстетику в Высшей школе русского языка и литературы в Праге и одновременно в качестве внештатного педагога работал в Карловом университете. В 1957 г. в качестве кандидатской диссертации защитил книгу «О художественной специфичности в советской литературе». Степень доктора наук он получил в 1965 г. за монографию «Искусство поэзии. Владимир Маяковский и его время» (1965). Далее работал научным сотрудником в Академии наук Чехословакии, в 1968—1970 гг. был директором Института языков и литератур, в 1970—1980 гг. работал в Институте истории искусств. С 1969 З. Матхаузеру было официально запрещено преподавать, реабилитирован в 1989 г. и еще некоторое время читал лекции по теории литературы на философском факультете Карлова университета.

## Научная деятельность
Специалист по русскому авангарду и связям русского авангарда с чешским. Автор книг «Искусство поэзии. Владимир Маяковский и его время» (1964 г.), «Спираль поэзии», посвященной русскому поэтическому творчеству в период с 1945 г. до 70-х гг., «Непопулярное исследование. Из истории русского авангарда», изданной в 1969 г. З. Матхаузер был одним из основателей журнала «Эстетика» в 1963 г. и в течение нескольких лет председателем пражского центра AILC («Международного объединения по литературной компаративистике»).
Автор и издатель работ по эстетике и герменевтике: «Литература и антиципация» (1980), «Методологические медитации или Тайна символа» (1989), «Эстетические альтернативы. Язык науки и язык поэзии» (1994), «Между философией и поэзией. К вопросам семиотики и герменевтики» (1995), «Эстетика рационального видения» (1999) и др.

## Награды
- Медаль А. С. Пушкина (1995 год, Международная ассоциация преподавателей русского языка и литературы)[9].
- Золотая медаль Масариковского университета (1999 год).

## Избранные труды
- O umělecké specifičnosti v sovětské literatuře. Praha : SPN, 1956. — 304 s.
- Umění je život. Praha : Svět sovětů, 1961. — 32 s.
- Umění poezie : Vladimír Majakovskij a jeho doba. Praha : Československý spisovatel, 1964. — 307 s.
- Матхаузер, Зденек. Поэт-мир [Текст] : На подступах к поэзии Октября : Отрывки и парафразы из кн. Зденека Матхаузера «Искусство поэзии (Владимир Маяковский и его эпоха)» : Юбилейное издание к 50-й годовщине Великой Октябрьской социалистической революции / Зденек Матхаузер. — Прага : Артия, 1967. — 86 с.
- Současná sovětská literatura II. Ruská poezie. / Spoluautorství J. Honzíka a M. Arnautové. - Praha : [s.n.], 1964. - 173 s.
- Spirála poezie : ruské básnictví od roku 1945 do současnosti. — Praha : Svět sovětů,1967. 130 s. (Перевод на немецкий язык: Die Spirale der Poesie : Die russische Dichtung seit 1945. München : Kubon & Sagner, 1975. 182 s.)
- Nepopulární studie : z dějin ruské avantgardy. Praha : Svoboda, 1969. — 199 s. (Под запретом до 1990 г.)
- Literatúra a anticipácia. Bratislava : Tatran, 1982. — 225 s.
- Metodologické meditace aneb Tajemství symbolu. Brno : Blok, 1989. — 248 s.
- Estetické alternativy : Jazyk vědy a jazyk poezie. Praha : Gryf, 1994. — 141 s.
- Mezi filosofií a poezií. — Praha : Filosofia, 1995. — 143 s.
- Estetika racionálního zření. Praha : Karolinum,1999. — 161 s.
- Básnivé nápovědi Husserlovy fenomenologie. Praha: Filosofia, 2006. — 250 s. ISBN 80-7007-239-3